# Sattleria melaleucella
Sattleria melaleucella is een vlinder uit de familie tastermotten (Gelechiidae). De wetenschappelijke naam is voor het eerst geldig gepubliceerd in 1865 door Constant.
De soort komt voor in Europa.